# Guy Haaze
Guy Haaze (Zwijnaarde, 1953) is een Belgische syndicalist.

## Levensloop
Haaze is economist van opleiding. 
In 1977 ging hij aan de slag bij de liberale vakbond ACLVB, alwaar hij elf jaar werkzaam was op de economische studiedienst en vervolgens vanaf 1988 administratief en financieel directeur was. In 1994 werd hij verkozen tot voorzitter, hij volgde in deze hoedanigheid Willy Waldack op.  In 2006 nam hij na het afkeuren van zijn hervormingsplannen ontslag uit deze functie en ad-interim opgevolgd door nationaal secretaris Luk De Vos.
Onder zijn bestuur trad het ACLVB toe tot het IVVV en het EVV in 2002. Daarnaast speelde hij een essentiële rol in het afdwingen van een conjunctuurbonus bovenop de loonnorm tijdens het loonoverleg in 2000.
Bij de Vlaamse verkiezingen van 2009 was hij lijsttrekker voor de SLP in de kieskring Oost-Vlaanderen. Bij de integratie van de SLP eind 2009 in Groen! verliet hij de partij.